# Trichopterigia sanguinipunctata
Trichopterigia sanguinipunctata är en fjärilsart som beskrevs av W. Warren 1893. Trichopterigia sanguinipunctata ingår i släktet Trichopterigia och familjen mätare. Inga underarter finns listade i Catalogue of Life.